# Музыка сердца
«Музыка сердца» (англ. Music Of The Heart) — музыкальная драма 1999 года, снятая Уэсом Крэйвеном с Мерил Стрип в главной роли.

## Сюжет
После многих лет замужества Роберта осталась одна с двумя детьми — муж ушёл, и теперь, кажется, вся жизнь разрушена. Но Роберта умна и энергична; она решает, что больше никому не позволит указывать, что ей делать. Преисполненная надежд на будущее, Роберта переезжает в самый неспокойный район Штатов — знаменитый Восточный Гарлем, где находит должность преподавателя музыки в школе.

## В ролях
- Мерил Стрип — Роберта Гуаспари
- Эйдан Куинн — Брайан Тернер
- Анджела Бассетт — Директор Джанет Уилльямс
- Глория Эстефан — Изабель Васкес
- Клорис Личман — Ассунта Гуаспари
- Джейн Ливз — Доротея фон Хафтен
- Джей О. Сандерс — Дэн Пэкстон
- Генри Динхофер — Лекси в возрасте 5 лет
- Киран Калкин — Лекси в возрасте 15 лет
- Майкл Ангарано — Ник в возрасте 7 лет
- Чарли Хофхаймер — Ник в возрасте 17 лет
- Джейд Йоркер — ДиШон в возрасте 11 лет
- Виктория Гомес — Люси в возрасте 10 лет
- Джастин Сполдинг — Наим Адиза в возрасте 9 лет
- Зоуи Стернбах-Таубман — Гваделупе в возрасте 9 лет
- Джош Пэйс — Дэннис Рош
- Роберт Ари — Супервайзер
- Тэдди Колука — Водитель такси
- Барбара Гонсалез — Секретарша Джанет

## Интересные факты
- Слоган фильма: «She gave them a gift they could never imagine. They gave the system a fight it would never forget.»
- Роль Роберты должна была исполнить Мадонна — она училась играть на скрипке специально для фильма, но затем ушла из проекта из-за «творческих разногласий с Уэсом Крэйвеном».
- Мерил Стрип научилась играть концерт Баха для скрипки для съёмок в фильме.
- Уэс Крэйвен согласился на работу над ужастиком «Крик 3», только при условии, что он сможет стать также режиссёром «Музыки сердца».
- Первоначальным вариантом названия фильма было «50 скрипок».

## Саундтрек
1. «Music Of My Heart» — Gloria Estefan and *NSYNC (4:32)
2. «Baila» — Jennifer Lopez (3:54)
3. «Turn The Page» — Aaliyah (4:16)
4. «Groove With Me Tonight» (Pablo Flores English Radio Version) — Menudo (4:37)
5. «Seventeen» — Tre O (3:48)
6. «One Night With You» — C Note (5:04)
7. «Do Something» (Organized Noize Mix) — Macy Gray (3:53)
8. «Revancha De Amor» — Gizelle d’Cole (4:06)
9. «Nothing Else» — Julio Iglesias, Jr. (4:23)
10. «Love Will Find You» — Jaci Velasquez (4:34)
11. «Music Of My Heart» (Pablo Flores Remix) — Gloria Estefan and *NSYNC (4:23)
12. «Concerto In D Minor For Two Violins» — Itzhak Perlman and Joshua Bell (3:56)